# 5211 Стівенсон
5211 Стівенсон (5211 Stevenson) — астероїд головного поясу, відкритий 8 липня 1989 року.
Тіссеранів параметр щодо Юпітера — 3,418.